# Modularna aritmetika
V matematiki je modularna aritmetika sistem aritmetike za cela števila, kjer se števila "ponovno vrtijo okoli", ko dosežejo določeno vrednost, ki se imenuje modulo (ali modul). Moderni približek modularni aritmetiki je uveljavil Carl Friedrich Gauss v svoji knjigi Disquisitiones Arithmeticae, ki jo je izdal leta 1801.
Vsem poznana uporaba modularne aritmetike je 12-urna ura, kjer je dan razdeljen na dve 12-urni periodi. Če je sedaj ura 7:00, bo čez 8 ur enaka 3:00. Navadno seštevanje bi nam dalo rezultat 7 + 8 = 15, a to ne bo odgovor, ker se čas po uri "obrne naokoli" na vsakih 12 ur. Ker se številke na uri ponastavijo, ko pridejo do 12, ima ura aritmetični modul enak 12. Če to izrazimo s spodnjo definicijo, je 15 kongruentno 3 v modulu 12, torej je (24-urni) čas "15:00" enak času "3:00" na uri.

## Definicije relacij v konguencah
Modularna aritmetika se lahko obravnava matematično z vpeljavo kongruenčne relacije na celih številih, ki se da združiti z operacijami na celih številih: seštevanje, odštevanje in množenje. Za naravno število n, sta dve števili a in b kongruentni v modulu n, če je njuna razlika a − b celi večkratnik od n (torej če obstaja tako celo število k, da velja a − b = kn). Ta kongruenčna relacija se običajno šteje, ko sta a in b celi števili, označi pa se jo z:
{\displaystyle a\equiv b{\pmod {n}}.}
Oklepaji pomenijo, da (mod n) velja za celo enačbo, ne samo za desno stran (v tem primeru b).
Včasih se uporablja tudi = namesto ≡. Če se oklepaje izpusti, pomeni to v splošnem, da označuje "mod" operacijo modulo, ki se nanaša samo na desno stran, spremeni pa se tudi v enakost, da velja 0 ≤ a < n.
Število n se imenuje modul kongruence.
Kongruenčna relacija se lahko zapiše tudi kot
{\displaystyle a=kn+b,}
kar eksplicitno prikaže Evklidsko deljenje. Kaj pa če b ni ostanek števila a pri deljenju z n? Bolj natančno lahko relacijo a ≡ b mod n opišemo tako, da morata tako a, kot tudi b imeti enak ostanek pri deljenju z n. Torej
{\displaystyle a=pn+r,}
{\displaystyle b=qn+r,}
kjer je 0 ≤ r < n skupni delitelj. Če odštejemo ta dva izraza, pridemo do prejšnje relacije:
{\displaystyle a-b=kn,}
kjer definiramo k = p − q.

### Primeri
Na primer
{\displaystyle 38\equiv 14{\pmod {12}}\,}
ker je 38 − 14 = 24, kar je večkratnik od 12, ali, ekvivalentno, ker imata tako 38, kot tudi 14 enak ostanek 2 pri deljenju z 12.
Enako pravilo velja tudi za negativne vrednosti:
{\displaystyle {\begin{aligned}-8&\equiv 7{\pmod {5}}\\2&\equiv -3{\pmod {5}}\\-3&\equiv -8{\pmod {5}}.\end{aligned}}}
Ker se lahko pogosto pojavi več relacij, kjer so različni moduli naenkrat, smo v zgornji sistem vedno zapisali modulo. Kongruenčna relacija za dani modul velja za  binarno relacijo.

## Lastnosti
Kongruenčna relacija zadovolji vsem pogojem za ekvivalenčno relacijo:
- Refleksivnost: a ≡ a (mod n)
- Simetrija: a ≡ b (mod n) če b ≡ a (mod n) za vse a, b in n.
- Tranzitivnost: Če a ≡ b (mod n) in b ≡ c (mod n), potem a ≡ c (mod n)

Če velja a1 ≡ b1 (mod n) in a2 ≡ b2 (mod n), ali če velja a ≡ b (mod n), potem:
- a + k ≡ b + k (mod n) za katerokoli celo število k (kar se sklada s premikom)
- k a ≡ k b (mod n) za katerokoli celo število k (kar je skladno s povečanjem)
- a1 + a2 ≡ b1 + b2 (mod n) (skladno s seštevanjem)
- a1 – a2 ≡ b1 – b2 (mod n) (skladno z odštevanjem)
- a1 a2 ≡ b1 b2 (mod n) (skladno z množenjem)
- ak ≡ bk (mod n) za katerokoli nenegativno celo število k (skladno s potenciranjem)
- p(a) ≡ p(b) (mod n), za katerikoli polinom p(x) s celimi koeficienti (kar je skladno s polinomsko evaluacijo)

Če je a ≡ b (mod n), potem v splošnem ni pravilno ka ≡ kb (mod n). A to velja, če velja sledeči pogoj:
- Če velja c ≡ d (mod φ(n)), kjer je φ Eulerjeva funkcija, potem ac ≡ ad (mod n), če je a tuja z n

Za pokrajšanje skupnih členov, poznamo sledeča pravila:
- Če je a + k ≡ b + k (mod n) za katerokoli celo število k, potem je a ≡ b (mod n)
- Če je k a ≡ k b (mod n) in sta si k in n tuji si števili, potem je a ≡ b (mod n)

Modularni multiplikativni inverz je definiran s sledečimi pravili:
- Obstoj: obstaja celo število, ki je označeno z a–1, da velja aa–1 ≡ 1 (mod n) če in samo če je a tuje z n. To število a–1 se imenuje modularni multiplikativni inverz modula n.
- Če je a ≡ b (mod n) in obstaja a–1, potem je a–1 ≡ b–1 (mod n) (skladno z multiplikativnim inverzom in če ima a = b edinstven modul n)
- Če je a x ≡ b (mod n) in a je tuje n, potem je rešitev te linearne kongruence podana z x ≡ a–1b (mod n)

Multiplikativni inverz x ≡ a–1 (mod n)  se lahko učinkovito izračuna z uporabo Bézoutove identitete {\displaystyle ax+ny=1} za {\displaystyle x,y} z uporabo razširjenega Evklidovega algoritma. V posebnem, če je p praštevilo, potem sta si a in p tuji za vsak a, da velja 0 < a < p; torej multiplikativni inverz obstaja za vse a, ki niso kongruentni ničelnemu modulu p.
Nekaj nekaterih bolj naprednih lastnosti kongruenčnih relacij je zbranih tukaj:
- Fermatov mali izrek: Če je p praštevilo in ne deli a, potem a p – 1 ≡ 1 (mod p).
- Eulerjev izrek: Če sta si a in n tuji si števili, potem velja a φ(n) ≡ 1 (mod n), kjer je φ Eulerjeva funkcija fi
- Preprosta posledica Fermatovega malega izreka je: če je p praštevilo, potem je a−1 ≡ a p − 2 (mod p) multiplikativni inverz od 0 < a < p. Še bolj splošno iz Eulerjevega izreka: če sta si a in n tuji, potem je a−1 ≡ a φ(n) − 1 (mod n).
- Druga preprosta posledica je, da če velja a ≡ b (mod φ(n)), kjer je φ Eulerjeva fi funkcija, potem velja ka ≡ kb (mod n), kjer je k tuje z n.
- Wilsonov izrek: p je praštevilo, če in samo če velja (p − 1)! ≡ −1 (mod p).
- Kitajski izrek o ostankih: Za katerakoli a in b ter tuji števili m in n, obstaja unikatno celo število x (mod mn), da velja x ≡ a (mod m) in x ≡ b (mod n). Velja tudi x ≡ b mn–1 m + a nm–1 n (mod mn), kjer je mn−1 inverz od m modulo n in nm−1 je inverz od n modulo m.
- Lagrangeov izrek: Kongruenca f (x) ≡ 0 (mod p), kjer je p praštevilo in f (x) = a0 xn + ... + an je polinom s celimi koeficienti, da ima a0 ≠ 0 (mod p) največ n korenov.
- Primitivni koren modula n: Število g je primitivni koren modula n, če obstaja za vsako celo število a, ki je tuje n, neko celo število k, da velja gk ≡ a (mod n). Primitivni koren modula n obstaja če in samo če je n enak 2, 4, pk ali 2pk, kjer je p liho praštevilo in je k naravno število. Če obstaja primitivni koren modula n, potem obstaja natanko φ(φ(n)) takšnih primitivnih korenov, kjer je φ Eulerjeva fi funkcija.
- Kvadratični ostanek: Celo število a je kvadratični ostanek modula n, če obstaja tako celo število x, da velja x2 ≡ a (mod n). Eulerjev kriterij nam pravi, da če je p liho praštevilo in a ni večkratnik od p, potem je a kvadratični ostanek modula p če in samo če

{\displaystyle a^{\frac {p-1}{2}}\equiv 1{\pmod {p}}.}

## Kongruenčni razredi
Kot katerakoli kongruenčna relacija, je kongruenčni modulo n ekvivalenčna relacija ter ekvivalenčni razred celega števila a, ki se označi z an, je množica {… , a − 2n, a − n, a, a + n, a + 2n, …}. Ta množica, ki jo sestavljajo cela števila, ki so kongruentna a po modulu n, se imenuje kongruenčni razred ali razred ostankov ali preprosto ostanek celega števila a, po modulu n. Če je modulo n razpoznaven iz besedila, se lahko ta ostanek označi z [a].

## Primeri implementacij
Spodaj so tri dokaj hitre funkcije v jeziku C, dve za izvajanje modularnih množenj in ena za izvajanje modularnega potenciranja na neoznačenih celih (naravnih) številih, ki niso večja od 63 bitov.

Algoritemski način za izračunanje {\displaystyle a\cdot b{\pmod {m}}}:
```
uint64_t
 
mul_mod
(
uint64_t
 
a
,
 
uint64_t
 
b
,
 
uint64_t
 
m
)

{

   
uint64_t
 
d
 
=
 
0
,
 
mp2
 
=
 
m
 
>>
 
1
;

   
int
 
i
;

   
if
 
(
a
 
>=
 
m
)
 
a
 
%=
 
m
;

   
if
 
(
b
 
>=
 
m
)
 
b
 
%=
 
m
;

   
for
 
(
i
 
=
 
0
;
 
i
 
<
 
64
;
 
++
i
)

   
{

       
d
 
=
 
(
d
 
>
 
mp2
)
 
?
 
(
d
 
<<
 
1
)
 
-
 
m
 
:
 
d
 
<<
 
1
;

       
if
 
(
a
 
&
 
0x8000000000000000ULL
)

           
d
 
+=
 
b
;

       
if
 
(
d
 
>=
 
m
)
 
d
 
-=
 
m
;

       
a
 
<<=
 
1
;

   
}

   
return
 
d
;

}

```

Na računalnikih, kjer je mogoča tudi razširjena natančnost z najmanj 64 biti mantise (kot recimo tip long double na večini x86 C prevajalnikih), se lahko uporabi sledeča implementacija, saj po trdih komponentah množenje plavajoče vejice vodi v obdržane najbolj zanesljive bite, medtem ko množenje celih števil vodi v obdržane najmanj zanesljive bite:
```
uint64_t
 
mul_mod
(
uint64_t
 
a
,
 
uint64_t
 
b
,
 
uint64_t
 
m
)

{

   
long
 
double
 
x
;

   
uint64_t
 
c
;

   
int64_t
 
r
;

   
if
 
(
a
 
>=
 
m
)
 
a
 
%=
 
m
;

   
if
 
(
b
 
>=
 
m
)
 
b
 
%=
 
m
;

   
x
 
=
 
a
;

   
c
 
=
 
x
 
*
 
b
 
/
 
m
;

   
r
 
=
 
(
int64_t
)(
a
 
*
 
b
 
-
 
c
 
*
 
m
)
 
%
 
(
int64_t
)
m
;

   
return
 
r
 
<
 
0
 
?
 
r
 
+
 
m
 
:
 
r
;

}

```

Spodnja je C funkcija za izvajanje modularnega potenciranja, ki uporablja funkcijo mul_mod, ki je bila implementirana zgoraj.

Algoritemski način za izračunanje {\displaystyle a^{b}{\pmod {m}}}:
```
uint64_t
 
pow_mod
(
uint64_t
 
a
,
 
uint64_t
 
b
,
 
uint64_t
 
m
)

{

    
uint64_t
 
r
 
=
 
m
==
1
?
0
:
1
;

    
while
 
(
b
 
>
 
0
)
 
{

        
if
 
(
b
 
&
 
1
)

            
r
 
=
 
mul_mod
(
r
,
 
a
,
 
m
);

        
b
 
=
 
b
 
>>
 
1
;

        
a
 
=
 
mul_mod
(
a
,
 
a
,
 
m
);

    
}

    
return
 
r
;

}

```

A da bi vse zgornje poti delovale, ne sme m prekoračiti 63 bitov.